# Admiral Lazarev (križarka)
Admiral Lazarev (rusko Адмирал Лазарев) je bila druga težka jedrska raketna križarka razreda Orlan Ruske vojne mornarice. Poimenovana je bila po odkritelju Antarktike admiralu Mihailu Petroviču Lazarevu.
Razred je razvil leningrajski Severni projektno-konstruktorski biro pod vodstvom glavnega konstruktorja Borisa Kupenskega. Gredelj lajde je bil položen 27. julija 1978 v Baltiški ladjedelnici, splavljena je bila 26. maja 1981 v uporabo pa je bila dana 31. oktobra 1984 kot Frunze (po Mihailu Vasiljeviču Frunzeju). Postala je del Tihooceanske flote in avgusta 1985 je odplula z Baltskega morja na Tihi ocean. Na poti je obiskala Luando, Aden in Vietnam. Holm piše, da naj bi med letoma 1987 in 1992 izvajala samo usposabljanje v vodah blizu obale, od leta 1994 pa naj bi bila neaktivna. Leta 1999 je bila upokojena zaradi pomanjkanja sredstev za remont. Bila je zasidrana v zalivu Abrek pri Fokinu. V letih 2004–2005 je bilo z ladje odstranjeno iztrošeno jedrsko gorivo. Aprila 2019 je bila sprejeta odločitev za njen razrez in februarja 2021 je bila podpisana pogodba.

## Načrt
Ruska oznaka za ta tip ladje je »težka jedrska raketna križarka«, vendar so nekateri zahodni obrambni poročevalci ponovno obudili izraz bojna križarka za njihovo opisovanje, saj so največje površinske vojne ladje na svetu.
Ladja je bila zgrajena drugače od vodilne ladje razreda Orlan, Kirova. Na premcu sta bila protipodmorniška sistema Rastrub-B zamenjana z osmimi raketometi za zračno obrambo Kinžal (rakete niso bile nikoli nameščene). Na krmi je bil namesto dveh 100 mm topov nameščen en dvojni 130 mm top AK-130, podobno kot na razredu Atlant. V bližini vzletišča so bili štiri 30 mm CIWS topovi odstranjeni.
Razred je bil zgrajen z namenom uničevanja udarnih skupin letalonosilk Ameriške vojne mornarice na odprtem morju. Glavna oborožitev je dvajset protiladijskih izstrelkov P-700 Granit, s 96 izstrelki za zračno obrambo dolgega dosega S-300F(M) Fort in močno protipodmorniško oborožitvijo pa je ladja na poti proti grupacijam sovražnikovih plovil zaščitena pred vsemi skupinami groženj.